# Línea del Bernina
La línea del Bernina (en alemán: Berninalinie; en italiano: Linea del Bernina; en romanche: Lingia dal Bernina) es una línea ferroviaria de ancho métrico del Ferrocarril Rético (RhB) situada en el cantón de los Grisones, Suiza y la provincia de Sondrio, Italia. Esta línea conecta la ciudad de St. Moritz con el pueblo de Tirano. Al alcanzar la altitud de 2253 m sobre el nivel del mar, es el tercer ferrocarril más alto de Suiza y el quinto más alto de Europa. También es el ferrocarril de adherencia más alto del continente con pendientes de hasta un 7%.
Esta línea, junto con la línea del Albula, figura desde 2008 en el Patrimonio de la Humanidad de la Unesco.
El tren más famoso que opera en la línea del Bernina es el Bernina Express.

## Historia

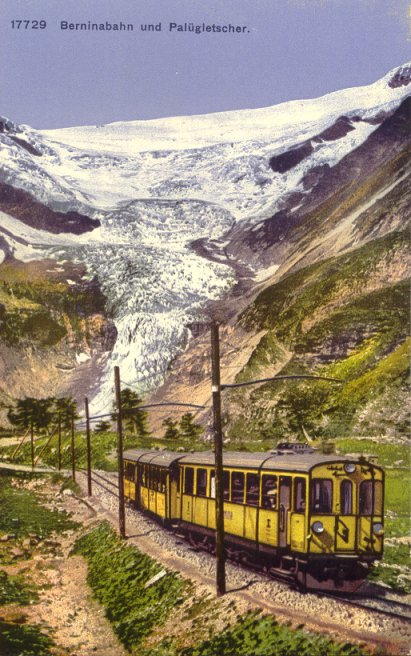
La línea del Bernina con el glaciar Palü en el fondo. Postal de 1910

En el año siguiente a la finalización de la línea del Albula en 1904, se fundó la Berninabahn-Gesellschaft (BB) con el objetivo de abrir una línea ferroviaria entre St. Moritz y Tirano a través del paso del Bernina. Tras obtener una concesión para dicha línea en 1906, la BB la abrió a partir de 1908 en varios tramos: el 1 de julio de 1908 entre Pontresina y Morteratsch, y entre Tirano y Poschiavo; el 18 de agosto del mismo año entre Pontresina y Celerina, y el 1 de julio de 1909 entre Celerina y St. Moritz, y entre Morteratsch y Bernina Suot. Finalmente, el 5 de julio de 1910 se inauguró toda la línea, una vez finalizado el tramo más difícil entre Bernina Suot y Poschiavo. La línea fue operada eléctricamente con corriente continua desde el principio. En 1935 se aumentó el voltaje de 750 a 1000 voltios.
Originalmente, la línea del Bernina estaba diseñada para circular solo en verano, pero en 1913/14 la BB también comenzó a operar en invierno. Este desarrollo se asoció con importantes problemas relacionados con el clima, lo que requirió la construcción de más barreras contra avalanchas.
En los primeros años de su existencia, la BB estuvo siempre al borde de la quiebra. Los costos de los gastos de construcción de la línea hasta 1915 ascendieron a unos 15 millones de francos suizos. Incluso la introducción de un vagón restaurante en 1928 y los equipajes para turistas no pudieron salvar al pequeño ferrocarril de la ruina. Debido a su difícil situación financiera fue absorbido por el Ferrocarril Rético en 1943.

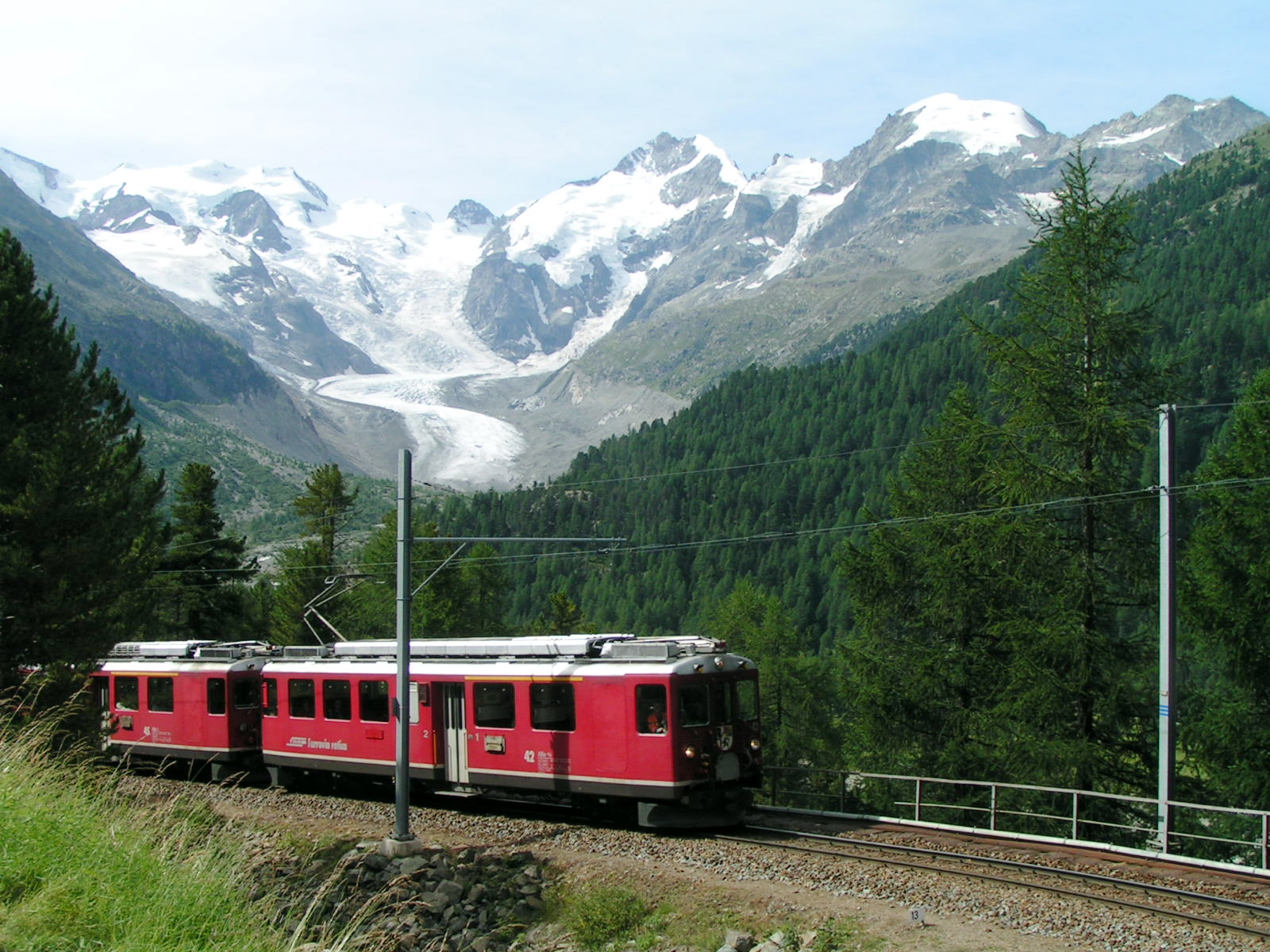
Una ABe 4/4 II en la curva de Montebello

El Ferrocarril Rético modernizó totalmente la línea, también por motivos militares, y renovó por completo la sección en la parte superior del paso. Anteriormente, la línea en la rampa norte del paso del Bernina se había trazado en curvas que brindaban a los pasajeros amplias vistas, pero también se encontraba en el camino de las avalanchas. Los nuevos tramos cortaron esas curvas, se eliminaron la catenaria y los raíles de la antigua línea, pero la subestructura aún es visible en las altas montañas.
A mediados de la década de 1980 el Ferrocarril Rético comienza a comercializar los atractivos naturales y técnicos de la línea del Bernina, específicamente para los turistas. Así, el tramo de Pontresina a Tirano forma parte del recorrido del Bernina Express. En octubre de 2011 fue la primera línea ferroviaria del mundo en ser fotografiada y colocada en el Google Street View.

## Descripción de la línea
St. Moritz es la terminal tanto de la línea del Albula como de la del Bernina. Como las dos líneas funcionan con diferentes sistemas de electrificación, se encuentran en la misma estación, pero operan en vías diferentes. La línea del Bernina sale de la estación de St. Moritz en dirección este y cruza el río Eno por un viaducto de 64 m de largo. Luego pasa a través del túnel Charnadüra II de 689 m de largo, el túnel más largo de toda la ruta. La siguiente estación, Celerina Staz, está a 1716 m sobre el nivel del mar, el punto más bajo en el lado norte del paso de Bernina. Desde allí hasta Ospizio Bernina la línea subirá ahora casi de forma continua. Después de regresar a las orillas del Eno, la línea llega a la pequeña estación Punt Muragl Staz. En este punto se encuentra la estación del funicular a Muottas Muragl, inaugurado en 1907.

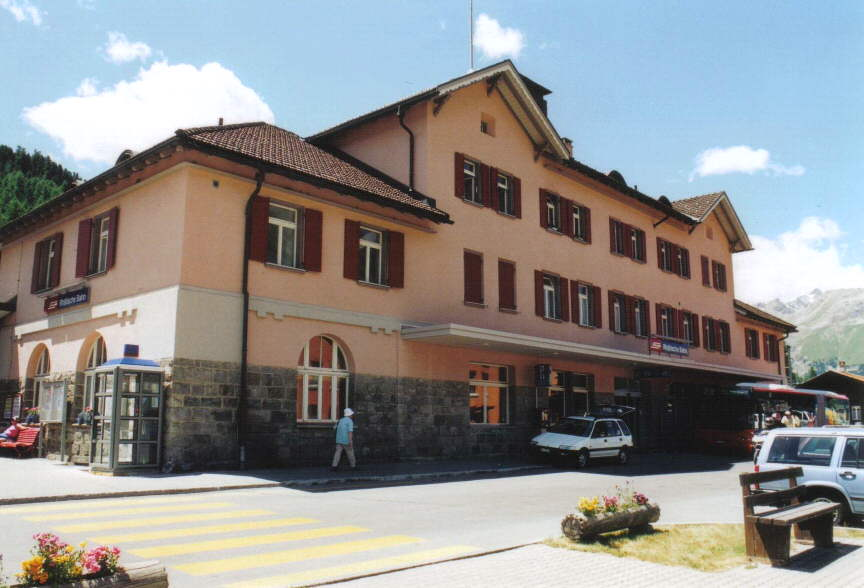
Estación de Pontresina

La siguiente estación, Pontresina, presenta, junto con la estación de St. Moritz, una curiosidad en la red del Ferrocarril Rético: aquí se encuentran dos sistemas de electrificación completamente diferentes. Los trenes de 11 kV a corriente alterna, que entran a la estación por la línea de Samedan, usan las vías 1 a 3, mientras que los trenes de la línea del Bernina de 1000 V a corriente continua emplean las vías 3 a 7. La vía 3 tiene una catenaria que se puede cambiar de corriente alterna a corriente continua y una señal especial para mostrar a los maquinistas el tipo de corriente que se está utilizando. A través de la vía 3, los trenes que utilizan la red principal (de Samedan) y los trenes de la línea del Bernina pueden circular por la misma vía, a pesar de sus diferentes sistemas de electrificación. En la vía 3 se encuentra también el intercambio de locomotoras para el famoso Bernina Express, que opera entre Coira o Davos Platz y Tirano.

Diagrama de pendientes de la línea del Bernina

La línea gira ahora hacia el sureste. Después de cruzar el Ova da Roseg, pasando por la estación de Surovas, y cruzar el Ova da Bernina, llega finalmente a la estación de Morteratsch, a unos 2 km por debajo del glaciar Morteratsch. Pasado el otro extremo de la estación se halla la famosa curva de Montebello, donde la línea se topa con la carretera hacia el paso de montaña. La línea y la carretera se acompañarán ahora hasta Ospizio Bernina. En el apartadero de Bernina Suot, recientemente modernizado, ya se ha alcanzado el límite del bosque. Las siguientes estaciones son Diavolezza y Bernina Lagalb; ambos son puntos de partida de teleféricos.
La siguiente sección es probablemente la más interesante en el lado norte del paso. Aquí la ruta es muy sinuosa y se mueve de un lado al otro del valle. Primero cruza el Ova da Bernina utilizando el puente inferior del Ova da Bernina de 37 m de largo y luego cruza el Ova da Arlas, un afluente del Ova da Bernina. En el puente superior del Ova da Bernina, la línea regresa al lado este del valle. Al suroeste de aquí, el Piz Bernina y el Piz Palü se elevan majestuosos. Luego sigue la galería Arlas de 175 m de largo, que brinda protección contra la nieve acumulada. En el lado suroeste se encuentran los pequeños lagos conocidos como Lej Pitschen y Lej Nair. Detrás de ellos se eleva la presa del Lago Bianco de 15 m de alto y 283 m de largo, que también marca la línea divisoria de aguas entre el Danubio y el Po.

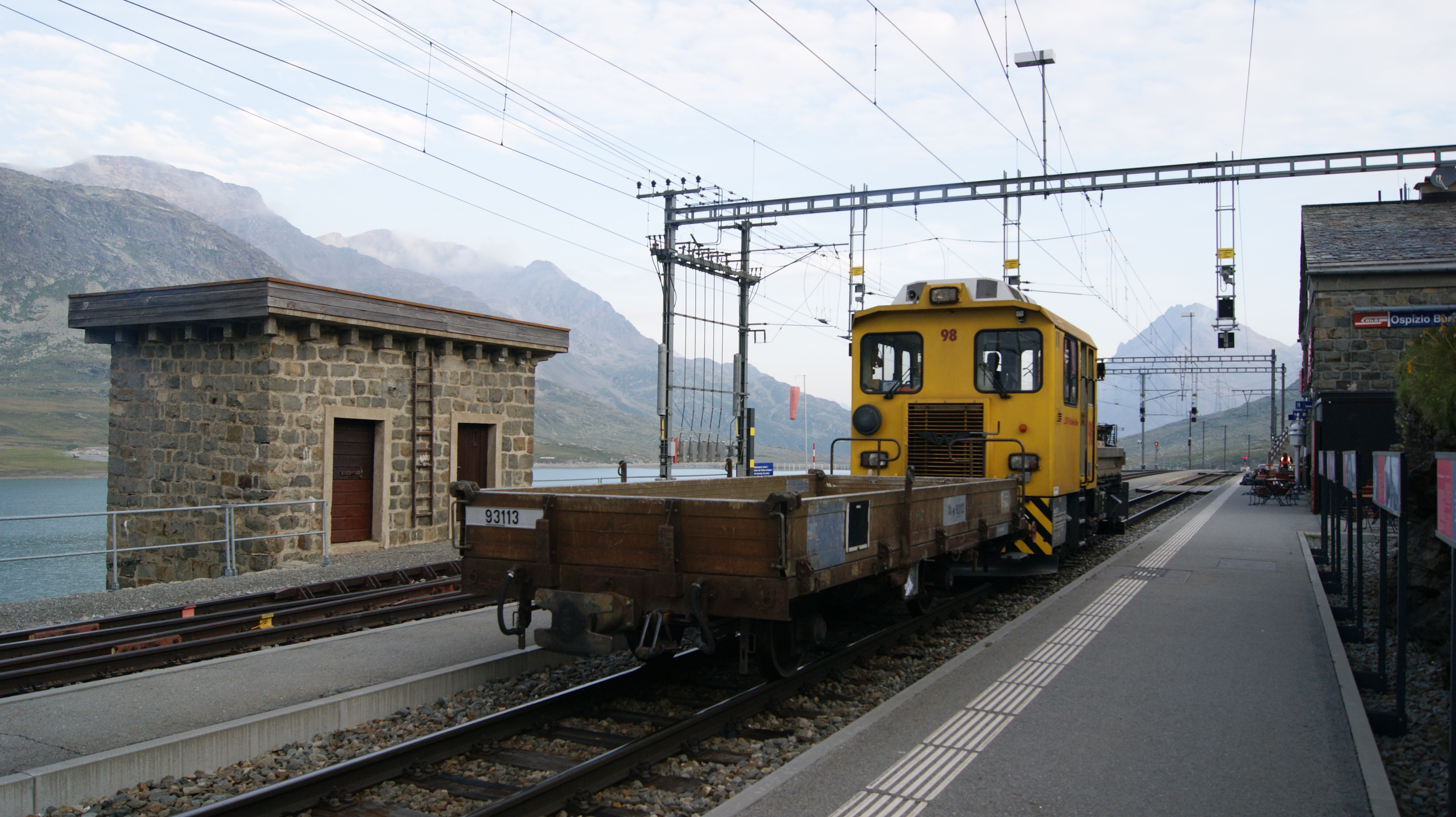
Estación de Ospizio Bernina

El ferrocarril corre ahora a lo largo de la orilla oriental del lago y, cerca de Ospizio Bernina, alcanza su punto más alto, a 2253 m sobre el nivel del mar. La línea del Bernina es, por tanto (excluidos los ferrocarriles de montaña), la línea ferroviaria más alta de los Alpes y funciona como un ferrocarril público con tráfico durante todo el año. Como la sección de aquí a Poschiavo suele verse afectada particularmente por la nieve desprendida, se han erigido innumerables estructuras de ingeniería desde el muro de la presa sur en adelante: la galería Scala de 140 m de largo, el túnel Scala de 192 m, la galería Sassal Mason de 348 m y el túnel Drago de 54 m de longitud.
Después de la galería Grüm se llega a la atractiva estación Alp Grüm. No solo se encuentra en el límite del arbolado, sino que también marca la última estación antes de la frontera lingüística italiana. A partir de aquí baja con una pendiente de hasta el 7%, y a través de múltiples curvas en S hacia el valle de Poschiavo. El hecho de que esto ocurra sin la ayuda de un sistema de cremallera hace que la línea del Bernina sea una de las líneas ferroviarias de adherencia más empinadas del mundo.
Inmediatamente después de la estación Alp Grüm, la línea serpentea en una curva cerrada de 180° y pasa por debajo de Alp Grüm a través de la galería superior de Palü. En una nueva curva de 180° pasa por el túnel Palü y, posteriormente, por la galería inferior de Palü. Siguen otros cuatro bucles de medio círculo, hasta que llega a la estación de Cavaglia. Desde aproximadamente el año 2000 hay también un nuevo apartadero, Stablini, entre Alp Grüm y Cavaglia. Secciona una parte que anteriormente era propensa a causar retrasos en el tráfico. En zigzag continúa desde Cavaglia más abajo en el valle a través de Cadera hasta Privilasco. Desde allí deja atrás las curvas cerradas y, todavía en su máxima pendiente, llega al valle de Poschiavo. En Poschiavo finalmente se encuentra una vez más con la carretera del paso del Bernina.

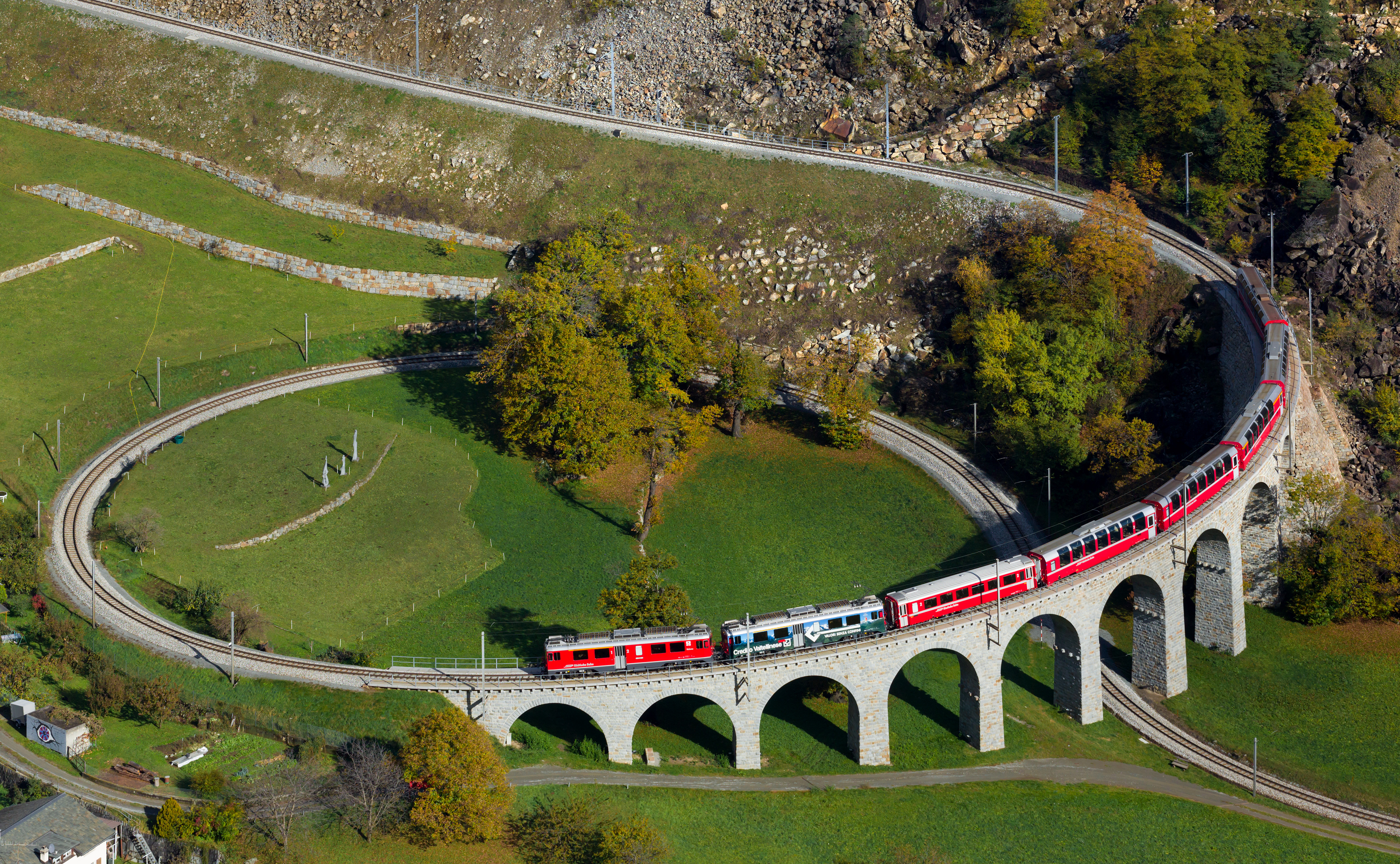
Viaducto en espiral de Brusio

A petición del municipio de Poschiavo, la estación se construyó a las afueras del pueblo. Tiene un depósito de ferrocarriles y un taller en el que también se almacenan algunos vagones históricos de la línea. Después de la parada de Li Curt, construida en 1977, sigue hasta Le Prese. Entre Le Prese y Miralago corre a lo largo de la orilla del Lago de Poschiavo, a la altitud del lago de 965 m sobre el nivel del mar.
Después de la estación de Brusio pasa por el famoso viaducto en espiral de Brusio, al cual sigue la estación de Campascio. Después continúa hasta la estación de Campocologno, donde cruza la frontera entre Suiza e Italia, para alcanzar finalmente el pueblo de Tirano. Aquí hay conexión con los trenes de la Rete Ferroviaria Italiana (RFI), los cuales llegan hasta Milán.

## Tráfico de trenes
Hoy en día las siguientes clases de automotores y locomotoras se utilizan en los servicios comerciales programados en la línea del Bernina: quince ABe 8/12 I, que comenzaron a circular en 2010 para reemplazar la antigua serie de automotores, como cuatro ABe 4/4 I y nueve ABe 4/4 II; seis ABe 4/4 III, y dos Gem 4/4, que pueden funcionar sin alimentación eléctrica, gracias a su generador diésel en el interior (locomotoras de doble motor).
Esta flota, formada por automotores, también transporta tráfico de mercancías. Algunos vagones de mercancías se añaden a los trenes de pasajeros hasta que se alcanza la capacidad máxima de remolque de dichos trenes de 140 toneladas. Por razones de seguridad, debido a la presencia de mercancías peligrosas, otros vagones de mercancías se operan por trenes de mercancías puros. A pesar de haber sido creada originalmente solo para el tráfico turístico, la línea del Bernina ahora también ayuda al comercio con Italia transportando cantidades considerables de carga, que consiste principalmente en combustible para calefacción, combustibles y madera. Además, las empresas comerciales regionales del valle de Poschiavo son servidas en parte por ferrocarril.
El horario está bien diseñado, con servicios durante todo el año de un tren de pasajeros por hora en cada dirección. Los servicios insignia son el Bernina Express, ahora totalmente equipado con vagones panorámicos, y el Trenino Rosso que viaja en la dirección opuesta.
En invierno un antiguo quitanieves rotativo a vapor de 1913 está regularmente en servicio, pero también se utilizan dos quitanieves rotativos eléctricos de 1968 y también dos motores modernos de 2010. Su funcionamiento es también una atracción turística que atrae a los entusiastas del ferrocarril de todo el mundo, especialmente a los de vapor. Las dos Gem 4/4 aseguran las maniobras del quitanieves rotativo.
En relación con el peligro de avalanchas en la línea del Bernina, el Ferrocarril Rético ha desarrollado un procedimiento inusual para eliminar estos altos peligros alpinos. A fines del invierno, cuando el riesgo de avalanchas es mayor, se dispara artillería en los puntos de origen de las avalanchas, para controlar su ocurrencia.